# Istituto centrale per i beni sonori ed audiovisivi
L'Istituto centrale per i beni sonori ed audiovisivi (già Discoteca di Stato) è un ente pubblico italiano nato nel 1928 con l'obiettivo di raccogliere il patrimonio sonoro italiano. Attualmente l'archivio conta oltre 300.000 supporti.
Dal 2018, a seguito della creazione del Portale della canzone italiana, il sito realizzato per iniziativa del Ministero dei beni e delle attività culturali e del turismo allora guidato dal ministro Dario Franceschini, tramite l'ICBSA, in prima linea in collaborazione con Spotify, si è avvalso dell’accordo con i maggiori servizi di ascolto in streaming in Italia.

## Storia

### La nascita della "Discoteca di Stato"
L'istituto nacque sulla spinta della raccolta di documenti fonografici effettuata da Rodolfo De Angelis, un autore e cantante di canzoni molto in voga, molto conosciuto negli ambienti delle avanguardie futuriste e in quello teatrale in genere. Di sua iniziativa, De Angelis si era messo a raccogliere "a futura memoria" su dischi a 78 giri le voci che riteneva degne di essere tramandate ai posteri. Questo lavoro avrebbe costituito, nelle idee dell'autore futurista, la base di un più vasto progetto, che sarebbe poi stato portato avanti da un istituto pubblico (ancora da creare).
Nel 1927, De Angelis vendette la propria raccolta alla Associazione Nazionale Mutilati ed Invalidi di Guerra, che a sua volta si impegnò a sostenere il suo progetto di ampliare l'archivio sonoro. Il 10 agosto 1928, venne così approvata una legge che costituiva una Discoteca di Stato, «ritenuta la necessità assoluta ed urgente di disciplinare e sviluppare [...] la raccolta e diffusione di dischi fonografici riproducenti la voce di cittadini italiani benemeriti della Patria».

### Gli anni trenta
Il primo direttore dell'Istituto, Gavino Gabriel, contribuì notevolmente a determinare gli scopi e gli intenti della Discoteca: su sua iniziativa, nel 1934 fu approvata una legge che estese l'attività a «tutto quanto nel campo dei suoni interessi la cultura scientifica, artistica e letteraria» e, più in particolare, alla raccolta di canti e dialetti da tutte le regioni e colonie d'Italia, così come agli studi di glottologia e storia. Inoltre, l'istituto iniziò anche una collezione di strumenti di riproduzione sonora, attraverso la donazione dei fratelli Loreto, rappresentanti italiani della Gramophone (febbraio 1938).
Il 1º aprile 1935, la responsabilità della Discoteca di Stato fu assunta dal Sottosegretariato di Stato per la stampa e la propaganda, per poi passare al Ministero della cultura popolare nel 1939. Con la stessa legge, la Discoteca ottenne un ulteriore ampliamento della propria attività, in relazione soprattutto alla crescente produzione discografica musicale.

### Dal dopoguerra agli anni 2000
A causa della Seconda guerra mondiale, le attività dell'istituto furono interrotte e il suo patrimonio trasferito verso il nord Italia (trasferimento che causò anche la perdita di parte dell'archivio). Nel 1948, le attività furono riorganizzate e riprese presso Palazzo Mattei di Giove a Roma (che tuttora ospita l'istituto) e la Discoteca fu posta sotto il controllo della Presidenza del Consiglio dei ministri.
Nel 1975, entrò a far parte del neo-costituito Ministero per i beni culturali e ambientali.
Nel 1999, la Discoteca ottenne l'autonomia scientifica, organizzativa, amministrativa e finanziaria, oltre a ottenere l'istituzione del Museo dell'audiovisivo, con l'obiettivo di «raccogliere, conservare e assicurare la fruizione pubblica dei materiali sonori, audiovisivi, multimediali, realizzati con metodi tradizionali o con tecnologie avanzate». Nel 2004, il processo fu concluso con l'assegnazione alla Discoteca dell'obbligo di deposito legale di tutti i beni sonori ed audiovisivi prodotti e distribuiti in Italia. L'ICBSA ha il compito di documentare, valorizzare e conservare il patrimonio sonoro e audiovisivo nazionale implementato dal deposito legale previsto dalla Legge n.106 del 15 aprile 2004.

### La riforma del 2007
Il 26 novembre 2007, la Discoteca di Stato fu trasformata in Istituto centrale per i beni sonori ed audiovisivi (ufficialmente subentrato alla Discoteca, di cui ha acquisito «le competenze, il personale, le risorse finanziarie e strumentali, le attrezzature e il materiale tecnico e documentario»).
Il 6 luglio 2012, l'Istituto fu dichiarato soppresso dal Governo Monti, ma in seguito a una mobilitazione di varie associazioni di settore la decisione fu annullata il 7 agosto.